# Monique Burkland
Monique Marie Burkland (nacida el 11 de agosto de 1989) es una voleibolista paralímpica estadounidense.

## Vida personal
Burkland nació en Reno, Nevada. Se graduó de la escuela secundaria Plainview en 2008 donde solía ser jugadora de softball en todo el estado. Allí, también hizo atletismo y baloncesto. Mientras trabajaba en un trabajo de verano, perdió una pierna en un accidente con una carretilla elevadora. Desde entonces, se ha unido al equipo de voleibol adaptado de Estados Unidos y entrena en la Universidad Central de Oklahoma. El 2 de mayo de 2016 se casó con su marido, Landon Matthews, en la ciudad de Oklahoma.

## Carrera deportiva
Comenzó a competir en los Juegos Paralímpicos de 2010, donde ganó una medalla de plata por su participación en la Organización Mundial de Voleibol para Discapacitados. En 2011 y 2012, respectivamente, ganó tres medallas de oro en la Copa Continental ECVD que se celebró en Yevpatoria (Ucrania), en el Campeonato Zonal Parapanamericano de São Paulo (Brasil) y en el Campeonato de Voleibol Masters. Ganó una medalla de plata en los Juegos Paralímpicos de Londres 2012, y una medalla de oro en los Juegos Paralímpicos de Río de Janeiro 2016.
Formó parte del equipo de Estados que ganó el oro en los Juegos Parapanamericanos de 2015 en Toronto, Canadá.